# Établissement public territorial
Ein Établissement public territorial (EPT) ist eine im Jahr 2016 neu eingeführte Rechtsform eines Gemeindeverbandes (französisch Établissement public de coopération intercommunale – EPCI) in Frankreich. Diese spezielle Form wurde ausschließlich zur Untergliederung der rund sieben Millionen Einwohner zählenden Métropole du Grand Paris geschaffen und kommt daher nur in den Départements Département Hauts-de-Seine, Département Seine-Saint-Denis und Département Val-de-Marne der Region Île-de-France zum Einsatz. Sie dienen der gemeinsamen Wahrnehmung kommunaler Aufgaben der beteiligten Gemeinden. Die jeweilige Kompetenzaufteilung wird zwischen der Métropole-Verwaltung und den EPT individuell vereinbart.

## Liste der Établissements publics territoriaux (Stand 2022)
| Lage | EPT |
| ---- | --- |
|      | Paris – kein EPT Vallée Sud-Grand Paris Grand Paris Seine Ouest Paris Ouest La Défense Boucle Nord de Seine Plaine Commune Paris Terres d’Envol Est Ensemble Grand Paris Grand Est Paris Est Marne et Bois Grand Paris Sud Est Avenir Grand-Orly Seine Bièvre |

| Gemeindeverband            | Gemeinden | Einwohner 1. Januar 2022 | Fläche km² | Dichte Einw./km² | SIREN- Nummer | Gründungsdatum | Département               | Region        |
| -------------------------- | --------- | ------------------------ | ---------- | ---------------- | ------------- | -------------- | ------------------------- | ------------- |
| Boucle Nord de Seine       | 7         | 462.687                  | 49,69      | 9.311            | 200 057 990   | 1. Januar 2016 | Hauts-de-Seine Val-d’Oise | Île-de-France |
| Est Ensemble               | 9         | 442.611                  | 39,18      | 11.297           | 200 057 875   | 1. Januar 2016 | Seine-Saint-Denis         | Île-de-France |
| Grand Paris Grand Est      | 14        | 415.085                  | 71,55      | 5.801            | 200 058 790   | 1. Januar 2016 | Seine-Saint-Denis         | Île-de-France |
| Grand Paris Seine Ouest    | 8         | 322.362                  | 36,49      | 8.834            | 200 057 974   | 1. Januar 2016 | Hauts-de-Seine            | Île-de-France |
| Grand Paris Sud Est Avenir | 16        | 325.990                  | 99,80      | 3.266            | 200 058 006   | 1. Januar 2016 | Val-de-Marne              | Île-de-France |
| Grand-Orly Seine Bièvre    | 24        | 729.111                  | 123,68     | 5.895            | 200 058 014   | 1. Januar 2016 | Essonne Val-de-Marne      | Île-de-France |
| Paris Est Marne et Bois    | 13        | 520.267                  | 56,33      | 9.236            | 200 057 941   | 1. Januar 2016 | Val-de-Marne              | Île-de-France |
| Paris Ouest La Défense     | 11        | 573.939                  | 59,29      | 9.680            | 200 057 982   | 1. Januar 2016 | Hauts-de-Seine            | Île-de-France |
| Paris Terres d’Envol       | 8         | 375.102                  | 78,07      | 4.805            | 200 058 097   | 1. Januar 2016 | Seine-Saint-Denis         | Île-de-France |
| Plaine Commune             | 9         | 455.407                  | 47,40      | 9.608            | 200 057 867   | 1. Januar 2016 | Seine-Saint-Denis         | Île-de-France |
| Vallée Sud-Grand Paris     | 11        | 411.601                  | 47,36      | 8.691            | 200 057 966   | 1. Januar 2016 | Hauts-de-Seine            | Île-de-France |
| Frankreich                 | 130       | 4.962.758                | 708,84     | 7.001            | –             | –              | –                         | –             |